# Orin
Orin é uma comuna francesa na região administrativa da Nova Aquitânia, no departamento dos Pirenéus Atlânticos. Estende-se por uma área de 4,34 km². Em 2010 a comuna tinha 251 habitantes (densidade: 57,8 hab./km²).